# 23. pehotni polk (Avstro-Ogrska)
Za druge 23. polke glejte 23. polk.
23. pehotni polk je bil pehotni polk avstro-ogrske skupne vojske.

## Poimenovanje
- Ungarisches Infanterie Regiment »Mark von Baden« Nr. 23/Madžarski pehotni polk »Deželni grof Badna« št. 23
- Infanterie Regiment Nr. 23 (1915 - 1918)

## Zgodovina
Polk je bil ustanovljen leta 1814. 

### Prva svetovna vojna
Polkovna narodnostna sestava leta 1914 je bila sledeča: 34% Nemcev, 52% Madžarov in 14% drugih. Naborni okraj polka je bil v Somborju, pri čemer so bile polkovne enote garnizirane sledeče: Budimpešta (štab, I., II. in III. bataljon) in Sombor (IV. bataljon).
V sklopu t. i. Conradovih reform leta 1918 (od junija naprej) je bilo znižano število polkovnih bataljonov na 3.

## Organizacija
1918 (po reformi)
- 1. bataljon
- 2. bataljon
- 1. bataljon, 6. pehotni polk

## Poveljniki polka
- 1859: Rudolph Kottulinski[7]
- 1865: Gustav von Gamerra[8]
- 1879: Emerich Fiala[9]
- 1908: Anton Babich von Lovinac[10]
- 1914: Wilhelm von Pflanzer[2]